# Pic del Puerto de la Pez
El Pic del Puerto de la Pez és una muntanya de 3.018 m d'altitud, amb una prominència de 13 m, que es troba al massís de Bachimala, entre Aragó i França.